# Château d'Apchon
Pour l’article homonyme, voir Château d'Apchon (Loire).
Le château d'Apchon est l'ancien château médiéval de la famille d'Apchon, l'une des plus puissantes et des plus considérées parmi les familles nobles de Haute-Auvergne. Il est situé sur un puech dominant le village d'Apchon dans le Cantal.
Il a été inscrit à l'inventaire des monuments historiques par arrêté du 24 février 2012,.

## Historique
Forteresse sans doute construite aux 12e-13e siècles, elle fut reconstruite entre 1408 et 1422.
Pendant la guerre de Cent Ans, le château est situé entre le territoire conquis par les Anglais et celui encore contrôlé par le roi de France. Il est plusieurs fois attaqué et servira de base de départ pour la reconquête du Limousin.
Il n'était plus habitable en 1760.
Le château a fait l’objet d’un tableau du peintre Auguste Bonheur en 1852.

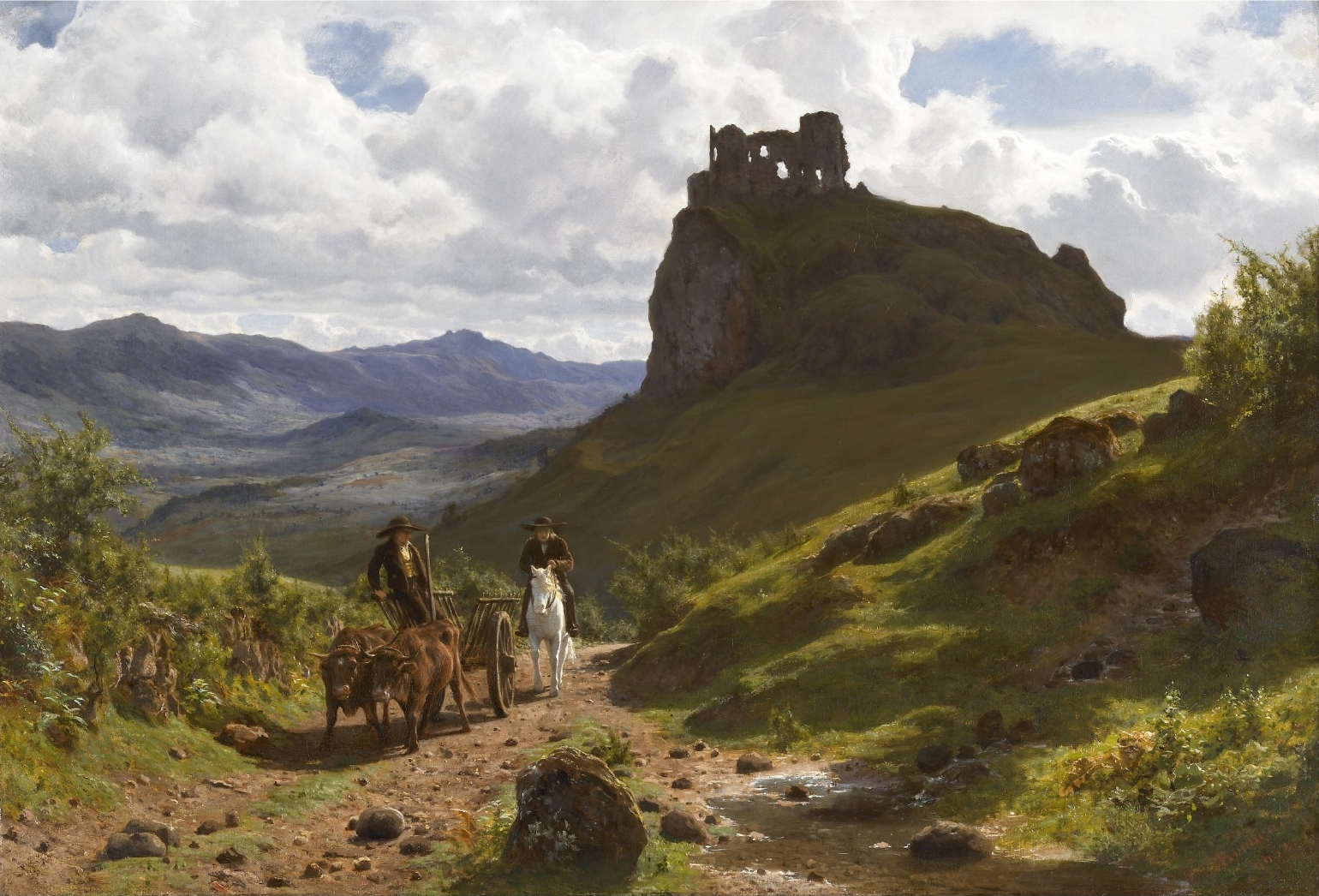
Les Ruines du château d'Apchon (1852), Aigburth,.

## Description et sauvegarde

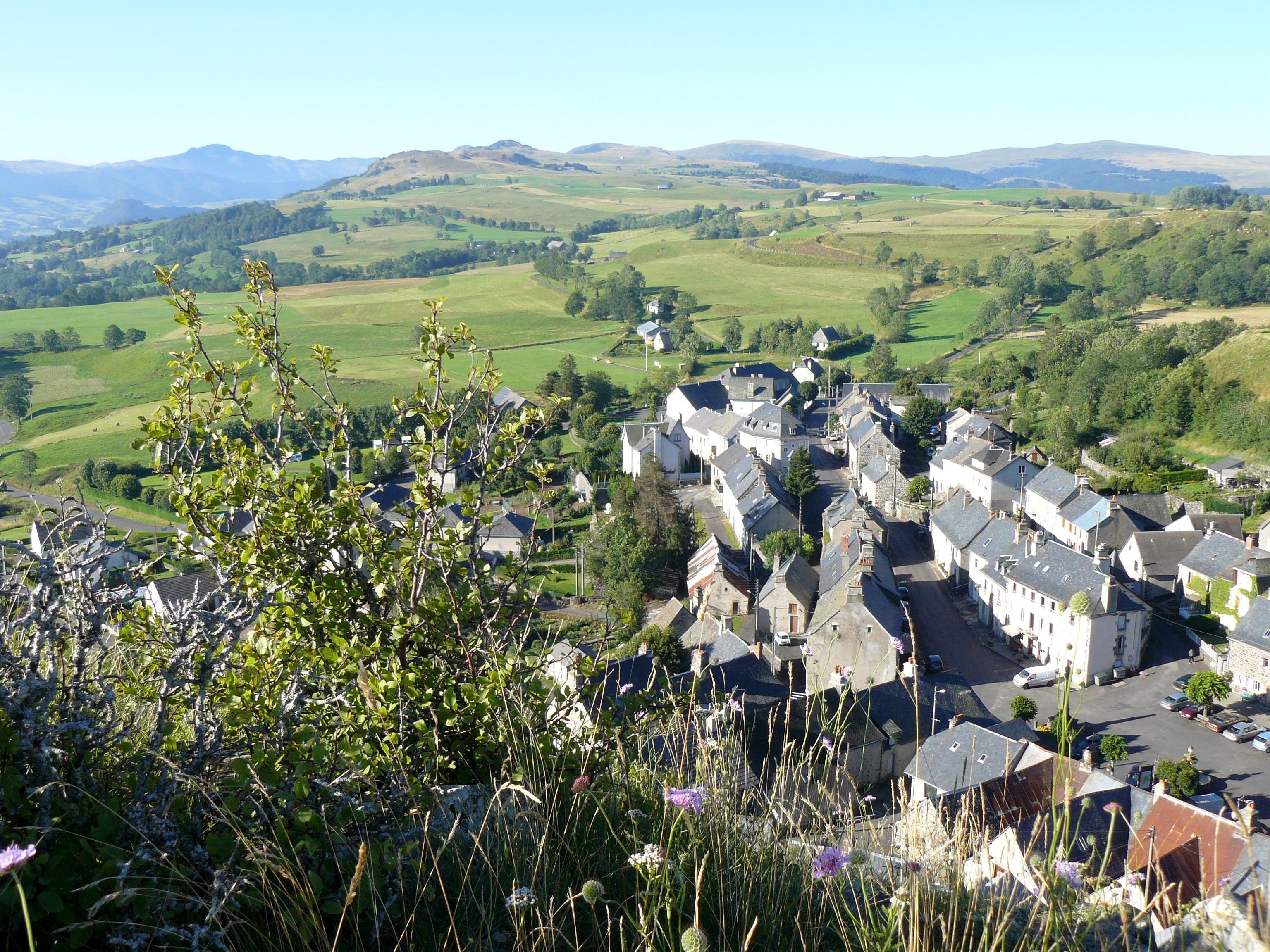
Le village d'Apchon vu du château

Le château est implanté en haut d'un dyke basaltique, à 1 100 mètres d'altitude, qui domine les vallées de la Rhue, de la Santoire, et du Marilhou. Il présente une enceinte cantonnée de cinq tours rondes et de deux tours engagées.
Après l'inscription du château à la liste des monuments historiques en 2012, la municipalité d'Apchon a lancé un programme de travaux afin de sauvegarder et de mettre en sécurité ce site.
La première phase de travaux, dont le coût est estimé à 220 000 €, a débuté en septembre 2016. Ce projet a reçu le soutien financier de nombreux partenaires publics, mais aussi de donateurs privés grâce à une souscription publique ouverte par la Fondation du Patrimoine.
Deux autres tranches sont prévues par la suite. Ce plan de sauvegarde et de mise en valeur s'inscrit dans un plan global de développement touristique porté par la communauté de communes du Pays Gentiane.